# Wat Dhammachaksemaram
Le Wat Dhammachaksemaram (thaï วัดธรรมจักรเสมาราม), appelé également Wat Phra Non est un temple bouddhiste situé en Thaïlande, dans la province de Nakhon Ratchasima. Il abrite d'intéressants vestiges de l'époque de Dvaravati, principalement :
- Un grand Bouddha couché en grès rouge datant de 657 (longueur : 13,30 m ; hauteur : 2,80 m). Cette statue provient du site de Muang Sema.
- Une roue du Dharma (Dharmachakra) en grès (symbole important dans l'art de Dvaravati).

Des statues du Bouddha en bronze, des plaques de terre cuite, des perles de verre et d'autres petits objets ont aussi été trouvés sur le site. Ils sont exposés au musée national de Phimai.
Un trésor d'ornement en or, argent et bronze vieux de 1300 ans, enterré dans une jarre de céramique, a été découvert par hasard en mai 2025 lors de travaux de drainage,.

## Sources
- (en) Cet article est partiellement ou en totalité issu de l’article de Wikipédia en anglais intitulé « Nakhon Ratchasima Province » (voir la liste des auteurs).